# Prins van Essling

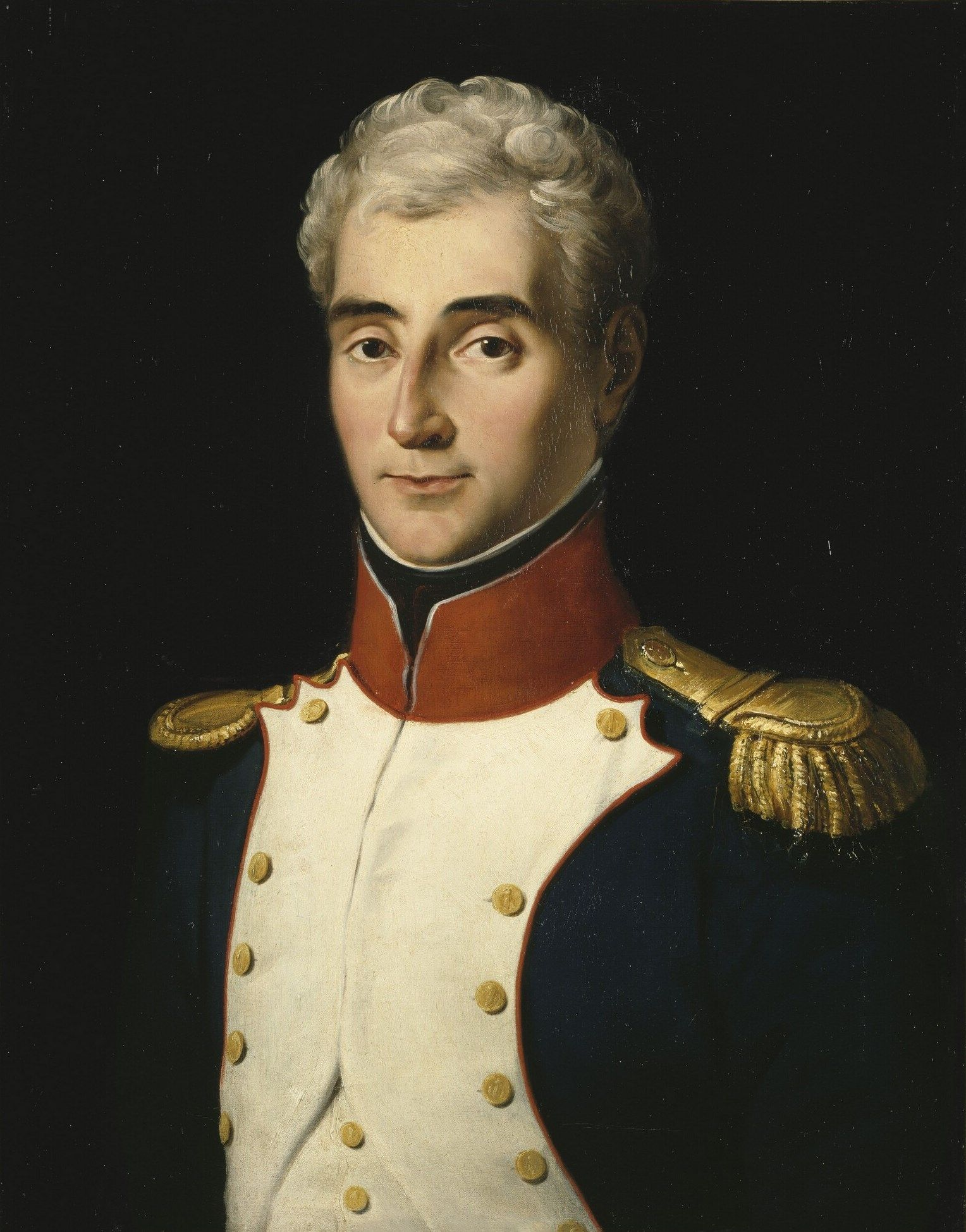
André Masséna, 1e prins van Essling (1758-1817)

De titel van Prins van Essling (Frans: Prince d'Essling) werd op 15 augustus 1809 door keizer Napoleon I gecreëerd voor zijn maarschalk André Masséna en wordt sindsdien door zijn nazaten van het geslacht Masséna gevoerd.

## Geschiedenis
Napoleon creëerde voor verschillende van zijn maarschalken prinsentitels. Deze is ontleend aan de slag bij Essling (21-22 mei 1809). Maarschalk André Masséna (1758-1817) kreeg in 1809 deze prinsentitel als een overwinningstitel en ter herinnering aan zijn bijdrage aan die veldslag. Masséna ontving zijn patentbrieven op 31 januari 1810 waarna hij de titel kon gaan voeren. In 1808 was hem al de titel van hertog van Rivoli verleend.

## Opeenvolgende prinsen
1. 1810-1817 : André Masséna (1758-1817), 1e prins van Essling, 1e hertog van Rivoli, maarschalk
2. 1818-1821 : Jacques Prosper Masséna (1793-1821), 2e prins van Essling, zoon van voorgaande
3. 1817-1863 : François Victor Masséna (1799-1863), 3e prins van Essling,  2e hertog van Rivoli, broer van voorgaande
4. 1863-1898 : André Prosper Victor Masséna (1829-1898), 4e prins van Essling, zoon van voorgaande
5. 1898-1910 : Victor Masséna (1836-1910), 5e prins van Essling, 3e hertog van Rivoli, broer van voorgaande
6. 1910-1974 : André Prosper Victor Eugène Napoléon Masséna (1891-1974), 6e prins van Essling, 4e hertog van Rivoli, zoon van voorgaande
7. 1974-heden : Victor André Masséna (1950), 7e prins van Essling, 5e hertog van Rivoli, zoon van voorgaande